# 3 карбованці «250-річчя з дня відкриття Російської Америки (Експедиція Кука в Російську Америку)»
250-річчя з дня відкриття Російської Америки (Експедиція Кука в Російську Америку) (рос. 250-летие со дня открытия Русской Америки (Экспедиция Кука в Русскую Америку)) — срібна ювілейна монета СРСР вартістю 3 карбованця, випущена 23 квітня 1991 року.

## Тематика
Джеймс Кук народився в 1728 році в Англії. з 1768 по 14 лютого 1779, він керував трьома навколосвітніми науковими експедиціями. Джеймс Кук під час третьої експедиції в 1778 році відкрив Гавайські острови. Перші європейці, змучені голодом і суворим океаном, висадилися на тутешній берег з кораблів «Рішучий» і «Діскавері». Відкриті землі їм здалися справжнім раєм. Ґрунтовно повеселившись і відпочивши, Кук і його моряки відпливли в північному напрямку на пошуки північно-західного проходу з Тихого океану в Атлантичний. Натрапили на суцільні льоди, вирішили зазимувати. Спочатку хотіли залишитися на Камчатці, від цієї ідеї відмовилися — там було мало їжі і вона була дуже дорога. Джеймс Кук повернувся на Гавайські острови. 14 лютого 1779 в сутичці з острів'янами були вбиті Кук і моряки, які його супроводжували.

## Історія
У 1990–1991 роках було випущено серію монет «250-річчя з дня відкриття Російської Америки» з якістю пруф — 2 срібних монет номіналом у 3 карбованці, 4 паладієвих монет номіналом 25 карбованців, а також 2 монети номіналом 150 карбованців у платині. Монети було присвячено 250-річчю з дня відкриття Російської Америки — володінь Російської імперії в Північній Америці, що включала Аляску, Алеутські острови, Олександрівський архіпелаг і поселення на тихоокеанському узбережжі сучасних США (Форт-Росс).
Монети карбувалися на Ленінградському монетному дворі (ЛМД).

## Опис та характеристики монети
| Номінал крб. | Метал  | Маса грам | Діаметр мм. | Гурт      | Тираж штук    |
| ------------ | ------ | --------- | ----------- | --------- | ------------- |
| 3            | срібло | 31.1      | 39          | рубчастий | 25.000 (пруф) |

### Аверс
Зверху герб СРСР з 15 витками стрічки, під ним літери «СССР», нижче ліворуч і праворуч риса, під рискою зліва хімічне позначення «Ag» і проба «900» металу з якого зроблена монета, під ними чиста вага дорогоцінного металу «31,1», під рискою праворуч монограма монетного двору «ЛМД», нижче позначення номіналу монети цифра «3» і нижче слово «РУБЛЯ», знизу у канта рік випуску монети «1991».

### Реверс
Зверху уздовж канта монети слова «250 ЛЕТ ОТКРЫТИЯ РУССКОЙ АМЕРИКИ», знизу «ЭКСПЕДИЦИЯ Д. КУКА В РУССКУЮ АМЕРИКУ», в середині зверху кораблі «Resolution» і «Discovery», нижче зустріч експедиції Д. Кука з російськими поселенцями на о. Уналашка, ліворуч рік проведення експедиції «1778».

### Гурт
Рубчастий (300 рифлень).

## Автори
- Художник: А. В. Бакланов
- Скульптор: А. В. Бакланов